# 亞蘭斯克
57°18′N 47°53′E / 57.300°N 47.883°E
亞蘭斯克（俄语：Яра́нск）是俄羅斯基洛夫州西南部的一個城市，距基洛夫西南257公里。2002年人口19,723人。
1584年建立，1780年設市。